# Олейник, Василий Петрович
Василий Петрович Олейник (1903—1983) — красноармеец Рабоче-крестьянской Красной Армии, участник Великой Отечественной войны, Герой Советского Союза (1945).

## Биография
Василий Олейник родился 24 декабря 1903 года в селе Викторовка (ныне — Чемеровецкий район Хмельницкой области Украины). После окончания начальной школы работал на шахтах. В 1925—1927 годах проходил службу в Рабоче-крестьянской Красной Армии. Демобилизовавшись, работал в колхозе на родине. В начале Великой Отечественной войны оказался в оккупации. После освобождения в апреле 1944 года Олейник был повторно призван в армию. С мая того же года — на фронтах Великой Отечественной войны.
К августу 1944 года красноармеец Василий Олейник был стрелком 873-го стрелкового полка 276-й стрелковой дивизии 1-й гвардейской армии 4-го Украинского фронта. 12 августа 1944 года в бою за высоту 521,0 у села Коростенко Олейник принимал активное участие в захвате немецкого опорного пункта на её вершине и отражении трёх немецких контратак. В том бою он лично уничтожил 1 пулемёт и большое количество солдат и офицеров противника. В критический момент боя Олейник заменил собой выбывшего из строя командира группы и успешно ей руководил.
Указом Президиума Верховного Совета СССР от 24 марта 1945 года за «мужество и героизм, проявленные при освобождении Западной Украины» красноармеец Василий Олейник был удостоен высокого звания Героя Советского Союза с вручением ордена Ленина и медали «Золотая Звезда» за номером 6882.
После окончания войны Олейник был демобилизован. Проживал и работал на родине. Умер 6 мая 1983 года, похоронен в Викторовке.
Был также награждён орденами «Знак Почёта» и Славы 3-й степени, рядом медалей.